# 紀優·穆索

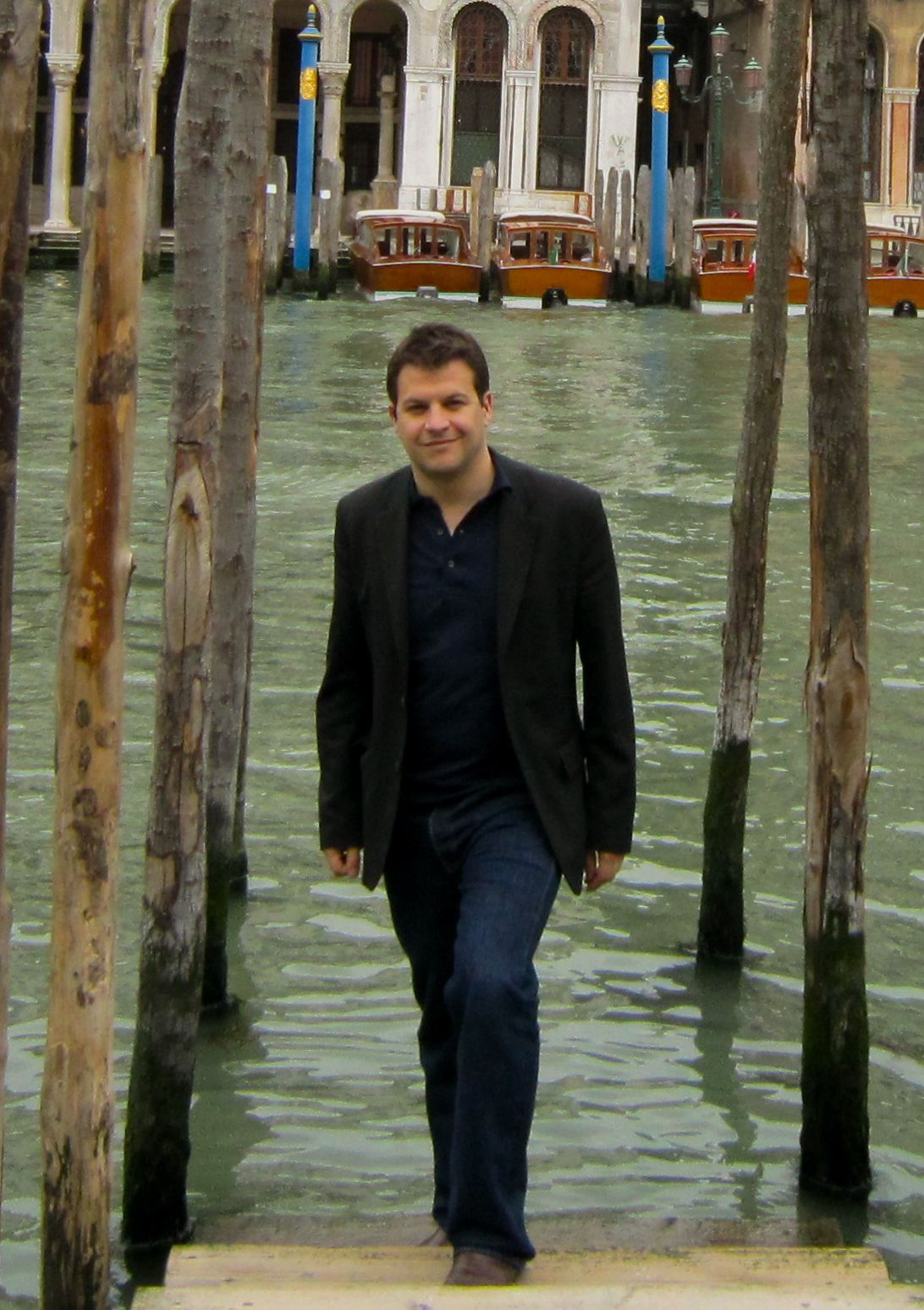
紀優·穆索於威尼斯

紀優·穆索（Guillaume Musso，法語發音：[gi.jɔm my.so]）（1974年6月6日出生）為法國作家，出生於法國濱海阿爾卑斯省昂蒂布鎮。

## 生涯
1974年，紀優出生於法國的濱海阿爾卑斯省昂蒂布鎮。小時候開始就喜歡閱讀小說和戲劇。
在高中畢業後，19歲的紀優前往美國待了幾個月，在紐約跟幾個人一起住，靠賣冰淇淋維持生活。回到法國之前，已經有幾本小說的雛型。
回到法國之後，紀優在大學念經濟學，之後在高中任教。
他在2001年出版第一本小說《Skidamarink》，描述羅浮宮的蒙娜麗莎遭到竊盜。
遭遇車禍後，紀優開始對瀕死經驗感到有興趣，並且開始創作一個男子死而復活的故事。小說「然後呢...」在2004年出版，在法國銷售量超過一百萬冊。「然後呢...」在之後翻譯成超過23種語言並且翻拍成電影「今生,緣未了」，於2009年上映。
之後紀優接連出版《救救我!》(2005)、《你會在嗎?》(2006)、《因為我愛你》(2007)、《我回來尋覓你》(2008)、《我怎能沒有你?》(2009)、《紙女孩》(2010)、《天使的呼喚》(2011)以及最新作品《七年後》(2012)。2009年，紀優·穆索成為法國銷售成績第二名的作家，僅次於作家史蒂芬妮·梅爾，領先作家哈蘭·科本。目前紀優的作品全世界總銷售量已經超過一千一百萬冊，並翻譯成34種不同的語言。

## 作品
- Skidamarink, Éditions Anne Carrière, 2001
- 然後呢…（Et après），皇冠，2009-03-16
- 救救我！（Sauve-moi），皇冠，2009-07-06
- 你會在嗎？（Seras-tu là?），皇冠，2009-11-02
- 因為我愛你（Parce que je t'aime），皇冠，2010-03-08
- 我回來尋覓你（Je reviens te chercher），皇冠，2010-07-12
- 我怎能沒有你？（Que serais-je sans toi?），皇冠，2011-02-08
- 紙女孩（La Fille de papier），皇冠，2011-08-08
- 天使的呼喚（L'Appel de l'ange），皇冠，2012-07-23
- 七年後...（7 ans après），皇冠，2013-06-10
- 明天，你依然愛我嗎？（Demain），皇冠，2015-03
- 這一天... （Central Park），皇冠，2016-04-25
- 會消失的人 (L'instant présent) 中文版未發行
- 布魯克林女孩(La Fille de Brooklyn) 中文版未發行
- 巴黎公寓(Un appartement à Paris)中文版未發行
- 少女與夜 (La Jeune Fille et la Nuit) 商周出版，2019/10/05
- 作家的秘密生活 (La vie secrète des écrivains)，商周出版，2020/07/04

## 備註
1. ↑  VSD[]
2. ↑  Official biography[]
3. ↑  Paris-Match, n°2990, 7 September 2006
4. ↑  .   [2013-05-11]. （原始内容存档于2013-06-11）.
5. ↑  . Lafilledepapier.com.   [24 April 2011]. （原始内容存档于2011-02-10）.

## 外部連結
- Private Website （页面存档备份，存于）
- Biography of Guillaume Musso on the Website VDS.fr (French language)